# Hincksella corrugata
Hincksella corrugata är en nässeldjursart som beskrevs av Wilfrid Arthur Millard 1958. Hincksella corrugata ingår i släktet Hincksella och familjen Syntheciidae. Inga underarter finns listade i Catalogue of Life.